# Prázdniny (seriál)
Prázdniny je slovenský komediální televizní seriál z produkce televize JOJ, který měl premiéru 18. ledna 2017. V Česku seriál vysílá televize JOJ Family taktéž od 18. ledna 2017 a od 28. června 2017 také stanice Prima. Dne 19. března 2017 byla potvrzena druhá řada. Dne 4. listopadu 2020 byla odvysílána poslední epizoda seriálu "Prázdniny".

## Obsazení

### Jančichovci
- Ľuboš Kostelný jako Mgr. Ján Jančich, učitel zeměpisu a tělesné výchovy
- Zuzana Norisová jako Mgr. Marika Jančichová, zaměstnankyně cestovní kanceláře
- Miška Rovňáková - Mária Jančichová, nejstarší dcera
- Andy Kummer - Gorazd Jančich, nejstarší syn (po druhé sérii odchází do Kanady za bratrem Mariky, za studiem a tréningu hokeje)
- Adélka Heftyová - Anežka Jančichová, druhorozená dcera

### Lehotskí
- Tomáš Matonoha jako Ladislav "Laco" Lehotský, hudebník a úředník na odboru kultury
- Lucia Siposová jako Bc. Dáša Lehotská, všeobecná sestra na oddělení gynekologie a porodnictví
- Markus Filipko - Ondrej Lehotský, prvorozený syn
- Samuel Kennedy - Michael "Miško" Lehotský, druhorozený syn

### Marcínekovci
- Marko Igonda jako Zdeno Marcínek, sportovec (fotbalista) a později učitel tělesné výchovy
- Kristína Greppelová jako Mudr. Klaudia Marcínek,    doktorka (gynekologie a porodnictví)
- Karolínka Kubánková - Lily Králová, dcera Klaudie a Tomáše Krále (nevlastní dcera Zdena)
- Jakub Križánek - Oskar Marcínek, syn Zdena a Klaudie

## Vysílání
| Řada    | Díly | Vysíláno na JOJ   | Vysíláno na JOJ   | Vysíláno na JOJ Family | Vysíláno na JOJ Family | Vysíláno na Primě | Vysíláno na Primě |
| Řada    | Díly | První díl         | Poslední díl      | První díl              | Poslední díl           | První díl         | Poslední díl      |
| ------- | ---- | ----------------- | ----------------- | ---------------------- | ---------------------- | ----------------- | ----------------- |
| 1       | 10   | 18. ledna 2017    | 22. března 2017   | 18. ledna 2017         | 22. března 2017        | 28. června 2017   | 16. srpna 2017    |
| 2       | 10   | 21. února 2018    | 23. března 2018   | 5. září 2018           | 7. listopadu 2018      | nebylo vysíláno   | nebylo vysíláno   |
| Speciál | 1    | 19. prosince 2018 | 19. prosince 2018 | 24. prosince 2018      | 24. prosince 2018      | nebylo vysíláno   | nebylo vysíláno   |
| 3       | 10   | 5. března 2019    | 7. května 2019    | nebylo vysíláno        | nebylo vysíláno        | nebylo vysíláno   | nebylo vysíláno   |
| 4       | 10   | 2. září 2020      | 4. listopadu 2020 | nebylo vysíláno        | nebylo vysíláno        | nebylo vysíláno   | nebylo vysíláno   |